# Veronica eriogyne
Veronica eriogyne är en grobladsväxtart som beskrevs av H. Winkl.. Veronica eriogyne ingår i släktet veronikor, och familjen grobladsväxter. Inga underarter finns listade i Catalogue of Life.